# Joachim Wach
Ernst Adolf Felix Joachim Wach (* 25. Januar 1898 in Chemnitz; † 27. August 1955 in Orselina), ein Urenkel der Brüder Felix und Paul Mendelssohn-Bartholdy, war ein deutscher und US-amerikanischer Religionswissenschaftler und Soziologe.

## Studium
Joachim Wach, der Enkel von Adolf Wach und Sohn von Felix Wach und dessen Ehefrau Katharina, stammte sowohl mütterlicherseits als auch väterlicherseits aus der jüdischen Gelehrten-, Bankiers- und Künstlerfamilie Mendelssohn. Nachdem er 1916 am Vitzthum'schen Gymnasium in Dresden das Notabitur abgelegt hatte, diente er als Soldat und Offizier im Ersten Weltkrieg an der Ostfront. Schon ab 1917 war er aber an der Philosophischen Fakultät der Universität Leipzig immatrikuliert. 
Es folgten weitere Studien in München, Berlin und Freiburg im Breisgau, bevor Wach 1920 nach Leipzig zurückkehrte. Seine Studien der Theologie, Philosophie und orientalischen Sprachen mündeten 1922 in seine Dissertation Grundzüge einer Phänomenologie des Erlösungsgedankens, die im selben Jahr unter dem Titel Der Erlösungsgedanke und seine Deutung veröffentlicht wurde. Anschließend studierte er in Heidelberg, wo er sich 1924 mit seiner überragenden Arbeit Religionswissenschaft – Prolegomena zu ihrer wissenschafts-theoretischen Grundlegung habilitierte. Seine Habilitationsschrift war nicht unumstritten, weil Wach in ihr ein völlig neues Konzept der Religionswissenschaft vorlegte. 

## Lehrtätigkeit
1924 wurde er Privatdozent an der Philosophischen Fakultät der Universität Leipzig. Wiederum in Leipzig erhielt Wach 1927 einen Lehrauftrag für Religionssoziologie. Zwei Jahre später folgte die außerordentliche Professur für Religionswissenschaft. 1930 wurde Wach mit dem zweiten Band seines Werkes Das Verstehen an der Universität Heidelberg auch zum Dr. theol. promoviert.
Bis 1935 entfaltete Wach in Leipzig eine rege Lehrtätigkeit, bei der sich religionswissenschaftliche, religionssoziologische und philosophische Themen die Waage hielten. Dann entzogen die Nationalsozialisten ihm auf Grund des Berufsbeamtengesetzes die Lehrbefugnis. Wach war zwar getauft, doch darauf wurde wie in der Zeit des Nationalsozialismus üblich keinerlei Rücksicht genommen. Später wurde ihm auch noch sein Doktortitel aberkannt.
Wach gelang es, in die USA zu emigrieren, wo er an der Brown University von 1935 bis 1939 als Visiting Professor Biblische Literatur las, sodann von 1939 bis 1946 als Associate Professor History of Religions. Ab 1945 ging er seinem Beruf als ordentlicher Professor auf dem Lehrstuhl für Religionswissenschaft an der Divinity School der University of Chicago nach. 1946 erhielt er die US-amerikanische Staatsbürgerschaft. Die religiösen Aktivitäten amerikanischer Kirchen wirkten sich zunehmend auf Wach aus, der sich seinerseits entschieden für die Aufnahme der Religionswissenschaft in die theologische Ausbildung einsetzte. In den 1950er Jahren versuchte er die methodischen und theoretischen Gesichtspunkte der Religionswissenschaft neu zu begründen. Wach verstarb unerwartet an einem Herzinfarkt am 27. August 1955 in Orselina bei Locarno in der Schweiz, wo er sich zu einem Besuch bei seiner Mutter und seiner Schwester aufhielt.

## Werk
Wach bemühte sich, die Religionswissenschaft als selbstständige Geisteswissenschaft zu begründen. Für ihn handelte es sich dabei um eine verstehende, nicht um eine erklärende Wissenschaft, deren Gegenstand die Mannigfaltigkeit in der empirischen Religion bilde. Die Frage nach dem Wesen der Religion sah er als ein Hindernis für die Ausbildung einer unvoreingenommenen Religionswissenschaft an.
Anstelle des bis dahin in der Religionswissenschaft dominierenden Evolutionsgedankens forderte Wach eine historisch-systematische Untersuchung der Religionen unter ausdrücklicher Ausschaltung der Wahrheitsfrage. Allerdings könnten ohne religiösen Sinn keine Religionen verstanden werden, ein Aspekt, der im Laufe der Zeit in Wachs Werk an Bedeutung zunahm.
Obwohl selbst auch Theologe, zog er eine scharfe Trennlinie zur Theologie. Der Theologe habe normative Tradition einzubringen und auszulegen, der Religionswissenschaftler dagegen habe durch Verstehen, insbesondere durch das Verstehen religiöser Erfahrung, das Wesen einer Religion zu zeigen. Die Religionswissenschaftler habe darzustellen, was alles geglaubt wird und nicht, was geglaubt werden soll. Im vergleichenden Verfahren könne der Religionsforscher sogar das Wesen der Religion zeigen. Diese Herausarbeitung des Typischen sei die Aufgabe der formalen Religionssystematik, die sich damit von der empirischen Religionsgeschichte unterscheide.
Wach selbst ist dieser Forderung allerdings nie nachgekommen. Vielmehr gab er in seinem postum erschienenen Werk The Comparative Study of Religions (1958) den empirischen Charakter der Religionswissenschaft weitgehend auf und machte sie zu einer Art von natürlichen Theologie. Die religiöse Erfahrung, schon immer bedeutsam in Wachs Denken, deutete er nun durchaus theologisch als Antwort auf die „letzte Wirklichkeit“.

## Würdigung
Wach hatte der Religionswissenschaft eine wissenschaftstheoretische Grundlegung als empirischer Disziplin geboten. Dabei ging er zum Teil weit über seine diesbezüglichen Lehrer (bzw. Quellen) hinaus: Rudolf Otto, Ernst Troeltsch, Max Weber, Friedrich Adolf Trendelenburg, Edmund Husserl. Die Religionswissenschaft galt es damals erst von der Theologie zu emanzipieren, der Weg hin zu einer empirischen Forschung war eine ferne Utopie. Doch Leipzig war hier am avanciertesten in Deutschland. 1912 war Nathan Söderblom nach Leipzig berufen worden, 1914 erhielt die Religionswissenschaft dort ein kulturwissenschaftliches Institut. Es sollte um Weltanschauungsdiskussion gehen, nicht nur um objektivierende Forschung. Mit seinem großen Werk zur Geschichte der Hermeneutik Das Verstehen stellte Wach sich auch in dieser Hinsicht der Methodenfrage. Gemäß seinem Leipziger Lehrauftrag etablierte er die Religionssoziologie als einen Teil der Religionswissenschaft. Sein Kollege Gustav Mensching führte diese Arbeit später an der Universität Bonn weiter, ebenso dessen Schüler Demosthenes Savramis (1925–1990), dieser allerdings in der Soziologie. 
Als Wach emigrieren musste, fand er in den USA ein offenes Klima für seine Religionswissenschaft ohne Berührungsangst zum Ziviltheologischen wie zum Esoterischen. Während sein deutschsprachiges Frühwerk hier kaum bekannt wurde, erschien er in den USA als Verfechter der religiösen Erfahrung und wurde zusammen mit William James zu einem der Väter der amerikanischen Religionswissenschaft. Die englische Übersetzung (1988) und der Neudruck (2001) seiner Habilitationsschrift trugen bei zur vollen Erkenntnis seiner überragenden Bedeutung für die religionswissenschaftliche Grundlagentheorie.
Wach war originell in der Behandlung der Stoffe und ließ dabei auch seine eigene Haltung zu den religiösen Fragen durchblicken, voll Sympathie für eine freie und friedfertige Spiritualität. Über das Projekt einer Vergleichenden Religionswissenschaft hinaus bot er eine Theologie quer durch besondere Fundstücke aus verschiedenen Religionen und Kulturbereichen. Seine Typen der Religiösen Erfahrung sind ein Vermächtnis des viel zu früh Vollendeten.
Kritisiert wurde an Wach, dass er sich selbst trotz seiner Forderung nach einem empirischen Charakter der Religionswissenschaft wenig mit konkreten Religionen beschäftigt hat und somit die Anwendung seiner Methode schuldig blieb. Immanent sei er selbst von einem Evolutionsschema abhängig geblieben, indem er von einer organischen Entwicklung religiöser Erfahrung gesprochen habe. Letztlich sei an die Stelle der von Wach geforderten verstehenden Religionswissenschaft eine Selbstinterpretation der eigenen religiösen Erfahrung getreten.

## Werke
- Der Erlösungsgedanke und seine Deutung. Hinrichs, Leipzig 1922.
- Zur Methodologie der allgemeinen Religionswissenschaft. In: Zeitschrift für Missions- und Religionsgeschichte ZRMG 38, 1923, S. 33–55.
- Religionswissenschaft. Prolegomena zu ihrer wissenschaftstheoretischen Grundlegung. Hinrichs, Leipzig 1924. 
  - Neu hrsg. und eingeleitet von Christoffer H. Grundmann. Spenner, Waltrop 2001.
  - Engl: Introduction to the History of Religions. 1988.
- Meister und Jünger. Zwei religionssoziologische Betrachtungen. Tübingen 1925.
- Mahāyāna, besonders im Hinblick auf das Saddharna-Pundarika-Sūtra. München 1925.
- Die Typenlehre Trendelenburgs und ihr Einfluss auf Dilthey. Mohr, Tübingen 1926
- Das Verstehen. Grundzüge einer Geschichte der hermeneutischen Theorie im 19. Jahrhundert. 3 Bde. 1929–1933.
- Art. Religionssoziologie, in: Handwörterbuch der Soziologie, Hrsg. Alfred Vierkandt, Stuttgart 1931, 2. Aufl. 1961.
- Einführung in die Religionssoziologie. Tübingen 1931.
- Das Problem der Kultur und die ärztliche Psychologie. Gustav Thieme, Leipzig 1931.
- Typen religiöser Anthropologie. Barth, Leipzig 1932.
- Das Problem des Todes in der Philosophie unserer Zeit. Mohr, Tübingen 1934.
- Sociology of religion, Chicago 1944. 9. Aufl. 1962.
  - Deutsch: Religionssoziologie. 1951.
- Types of Religious Experience, Christian and Non-Christian. Chicago 1951.

posthum
- The Comparative Study of Religions. Columbia UP, NY 1958.
  - Deutsch: Vergleichende Religionsforschung. Einführung Joseph M. Kitagawa. Übers. Hans Holländer. Kohlhammer, Stuttgart 1962.
    - Rezension, Joachim Matthes in KZfSS 15, 1963, S. 174–176.
- Understanding and Believing. Essays. 1968.